# Happy End (zespół muzyczny)
Happy End. – polski zespół wykonujący muzykę pop-rockową, grupa wokalno-instrumentalna. Powstał w Łodzi w styczniu 1975 roku. Wylansował przebój „Jak się masz, kochanie?”.

## Działalność zespołu
Inicjatorem utworzenia grupy był Zbigniew Nowak. Założył zespół 4 stycznia 1975 roku. Happy End zadebiutował wiosną tego samego roku w Rozgłośni Łódzkiej Polskiego Radia. W latach 70. brał udział w licznych imprezach estradowych i programach telewizyjnych. Zdobył kilka nagród. Koncertował w wielu krajach Europy (Czechosłowacja, Finlandia, Norwegia, NRD, Szwecja, ZSRR), a także w ośrodkach polonijnych w Kanadzie i USA. Zespół występował na Festiwalu Piosenki Radzieckiej w Zielonej Górze. W roku 1979 zmienił swój skład, a w 1981 rozwiązał się. Nowakowie wyjechali do Stanów Zjednoczonych, gdzie Zbigniew pracował jako pianista, a w duecie występowali pod nazwą Danny & Didi.
Reaktywacja nastąpiła w roku 1988, kiedy zespół wznowił działalność w USA jako Duo Happy End lub Zbyszek & Danusia Happy End, występując we własnym klubie DiDi w Chicago.
Kilka lat temu Nowakowie wrócili do Polski, gdzie kontynuują działalność muzyczną, występując z programem Muzyczne przygody z Happy Endem.
Obecnie Happy End działa w nowym składzie, w którym są: Danuta Nowak, Ludmiła Małecka oraz Artur Grudziński.

## Skład zespołu
W pierwotnym składzie występowali:
- Maria Jarzębska (śpiew)
- Mirosław Kusiakowski (gitara basowa)
- Elżbieta Linkowska (śpiew)
- Eugeniusz Mańko (perkusja)
- Piotr Mokrzycki (gitara basowa)
- Zbigniew Nowak (śpiew, instrumenty klawiszowe)
- Jacek Pogorzelski (gitara)
- Barbara Sówka (śpiew)
- Krystyna Włodarek (śpiew)

### Skład personalny w latach 1979-1981
- Andrzej Grzelak (gitara basowa)
- Piotr Mokrzycki (gitara basowa)
- Danuta Kremer-Nowak (śpiew)
- Zbigniew Nowak (śpiew, pianino)
- Elżbieta Sugalska (śpiew)
- Marian Tomaszewicz (perkusja)
- Andrzej Zinkiewicz (instrumenty klawiszowe)

Od 1988 jest to duet Nowaków.
Z zespołem współpracowali też tacy muzycy, jak: Alina Ostrowska, Feliks Pankiewicz, Elżbieta Rosikoń, Elżbieta Świeczkowska, Piotr Rossa i Lidia Wandziewicz.

### Nagrody
- 1976 – Srebrny Pierścień na Festiwalu Piosenki Żołnierskiej w Kołobrzegu za piosenkę Wracali chłopcy.
- 1977 – Srebrny Pierścień na Festiwalu Piosenki Żołnierskiej w Kołobrzegu za piosenkę Gdy batalion rusza w marsz.
- 1977 – III nagroda na Festiwalu Przebojów w Dreźnie
- 1979 – Srebrny Pierścień na Festiwalu Piosenki Żołnierskiej w Kołobrzegu za piosenkę Gdy śpiewa wojsko.

## Najważniejsze piosenki
- „Ballada o Marii Magdalenie”
- „Dobrze się mam, kochanie”
- „Ja cię kocham, a ty śpisz”
- „Jak się masz, kochanie?”
- „Nie ma jak w Ciechocinku”
- „Mucho te quiero mucho”
- „Nadaj do mnie S.O.S.”
- „Nasze anioły”
- „Słodka kotka”
- „Słoneczna Kalifornia”
- „Tak blisko ciebie mam”
- „Zza siedmiu gór”
- „Żyj, aby kochać”
- „Cztery pory marszu" (Kołobrzeg 1976)
- „Hej jasnowłosa" (Kołobrzeg 1977)
- ”Śpiewamy chłopaki" (Kołobrzeg 1979)

## Dyskografia
- 1979 – Happy End: Jak się masz, kochanie (LP, Muza)
- 1991 – Zbyszek & Danusia Happy End: California (CD, Artone Rec.)
- 1997 – Zbyszek & Dana Happy End: Welcome To America (CD, Artone Rec.)
- 2000 – Zbyszek & Danusia Happy End: Jak się masz kochanie 2000 (CD, Polgram Plus)
- 2001 – Zbyszek & Danusia Happy End: Dobrze się mam kochanie (CD, Polgram Plus)
- 2005 – Zbyszek & Danusia Happy End: Święta z Happy Endem (CD)
- 2006 – Happy End: Nasze Anioły (CD)

oraz liczne single i pocztówki dźwiękowe